# Dichrogaster chrysopae
Dichrogaster chrysopae là một loài tò vò trong họ Ichneumonidae.